# Вишени
 Тази статия е за селото в Костурско.  За бившето село в Сярско вижте Вишен.  
Вѝшени или Вѝшани (на гръцки: Βυσσινιά, Висиния, до 1926 година Βύσανη, Висани) е село в Егейска Македония, Република Гърция, в дем Костур, област Западна Македония.

## География
Селото отстои на 13 km северно от демовия център Костур, в областта Пополе в подножието на Буката, разклонение на планината Вич (Вици). На 5 km на изток е село Българска Блаца (Оксия), на 6 km на запад – Жервени (Агиос Андониос), а на 6 km на юг – Тихолища (Тихио). Между селото и Вич е местността Маркова Урница, от която на северозапад има пресъхнало езеро. Южно от селото минава Вишенската река, която напоява Вишенското поле и се влива в Костурското езеро.

## История

### В Османската империя
В преброителен османски дефтер от средата на XV век (№ 237) селото е показано като част от тимара на Димитри, наследен от сина му Йовко, а по-късно от другия му син. Вишани има 24 ханета (домакинства), 4 ергени и 5 вдовици и плаща 1920 акчета данък.
Вишенецът Георги Апостоловски, който в 1892 година публикува описание на селото в българския вестник „Новини“, пише, че според местни предания Вишани е старо село, основано от жена на име Виша. Селото е било първоначално в местността Мъчани, половин час на юг от сегашното място, на пътя Костур – Битоля. След това се мести в местността Селища половин час на север от сегашното място, в полите на Вич. Там е имало църква „Свети Никола“, чието място вишенци помнят. Според Атанас Лейков първоначално селото е било разположено в местността Селишча, но поради разбойнически нападения се е преместило в местността Мъчени и оттам на сегашното си място. Църквище Свети Спас и аязмо със смятана ца лековита вода има и на половин час на изток от селото.
В XV век във Вишани са отбелязани поименно 82 глави на домакинства. В османските данъчни регистри от средата на XV век Вишени е споменато с 24 глави на семейства и четирима неженени: Бойко, папа Йорг, Райко, Никола, Йорг, Димо, Драгия, Тодор, Димитри, Яно, Ставро, Алекса, Иверко, Петко, Дидое, Тодор, Михо, Янкос, Леко, Йоргич, Дабижив, Андронико, Михо, Йорг, Дабижив, Андронико, Михо и Йорг, и пет вдовици Траяна, Кала, Влада, Стана и вдовицата на Дидое. Общият приход за империята от селото е 1920 акчета.
Според поп Кочи Попалексиев и Алекси Апостоловски в началото на XIX век селото на окончателното си място е имало 30 къщи. В селото през 80-те години на XIX век са построени две църкви – „Свети Николай“ в селото (1884) и „Свети Атанас“ (1886) на километър извън Вишени. Според Георги Апостоловски в 1892 година „църквите са много добре уредени и много стари книги се съхраняват в тях, между които и някои стари евангелия, писани на пергамент. Преди 30 години са подарени на църквата ни 3 ката свещ. одежд, някои богослужебни потребности и едно сребърно славянско евангелие“. Според него училището е „едно доста хубаво извън и голямо здание, но вътрешно не е уредено. То никоя година не е останало без учител, който се плаща от църковните приходи, но в него се учи на гръцки език, което е причината за дето децата в него нищо не научават поради неразбиранието на езика. Учението ни беше папагалско, без да разбираме нищо от прочетеното... и до днес съселените ми си учат децата на непонятен тям език и дават парите си напразно на гръцки учители, които от няколко години насам се подпомагат парично от гръцкия силогос. Около Вишани има по-малки и по-долни села, които са си направили училищата, сдобили са се с добри български учители и децата с радост се учат на метерния си език.“
Александър Синве ("Les Grecs de l’Empire Ottoman. Etude Statistique et Ethnographique"), който се основава на гръцки данни, в 1878 година пише, че във Висани (Vissani) живеят 960 гърци. В „Етнография на вилаетите Адрианопол, Монастир и Салоника“, издадена в Константинопол в 1878 година и отразяваща статистиката на населението от 1873, Вишени (Vichéni) е посочено като село в Костурска каза с 80 домакинства и 100 жители мюсюлмани и 180 жители българи.
През 1897 година цялото село преминава под върховенството на Българската екзархия. И двете църкви „Свети Никола“ и „Свети Атанас“, както и училището стават български.
Според статистиката на Васил Кънчов („Македония. Етнография и статистика“) в 1900 година Вишени има 1150 жители българи християни.
На Етнографската карта на Битолския вилает на Картографския институт в София от 1901 година Вишени е чисто българско село в Костурската каза на Корчанския санджак със 160 къщи.
По време на Илинденско-Преображенското въстание селото е на четири пъти ограбвано и опожарявано от турски аскер. Според сведение на ръководителите на въстанието в Костурско, включващо Васил Чекаларов, Лазар Поптрайков, Пандо Кляшев, Манол Розов и Михаил Розов, изпратено до всички чуждестранни консулства в Битоля на 30 август 1903 във Вишени от 200 къщи остават само 13 неизгорени и са убити Дине Ишков (на 65 години), Гиле Сотиров (73), Сидо Бакрачев (81), поп Кочо (70), Коле Лейка (60) и Дино Калков 85). Според друг източник са изгорени 172 от 186 къщи.
Седъмдесетъ души въоръжени селяни на 21 юлий напуснаха селото и се събраха на мѣстностьта Бука въ планината. Рѣшиха да слѣзатъ въ селото и да избиятъ гарнизона отъ 50 души, които се помѣстяваха въ нѣколко кѫщи. Къмъ 10 ч. селото биде заобиколено и огънь се откри. Една часть отъ гарнизона излѣзе и се спусна къмъ ония селяни, които стоеха на ливадптѣ, нъ огъньтъ отъ къмъ Шестеово принуди солдатитѣ да се върнатъ назадъ. Пушканието и отъ двѣтѣ страни се продължи до 1 часътъ вечерьта. Пристигнаха и други чети. Прѣдложи се на гарнизона да се прѣдаде. Когато той отказа, приготви се планъ за подпалвание на кѫщитѣ. Нъ планътъ не се изпълни, защото трѫба засвири отвънъ. Това показваше, че на гарнизона пристига помощь. Четитѣ и цѣлото население напуснахме селото, а гарнизонътъ мълчишката избѣга отъ другата страна. Слѣдъ 8 дни, които прѣкарахме повече въ планината, завърнахме се въ селото и почнахме вършитба. Отъ тогава до 22 августъ турчинъ не видѣхме. Пѫтьтъ отъ къмъ Бабчоръ бѣше захванагъ, тa нито пиле можеше да прѣхвъркне отъ Костуръ за Леринъ или Битоля. На 14 авг., кога се научихме, че многобройни войски се изкачватъ оть къмъ Кайнакъ, всички напуснахме селото. Нъ нито тоя день, нито другия селото се нападна. Както се научихме отпослѣ, войскитѣ, като излѣзлиотъ Костуръ на 14 вечерьта, на 18 септ. по голѣмата часть отъ тѣхъ загърнали се въ града да се намѣрятъ тамъ на 19. за празника но възкачанието на прѣстола на султана. Слѣдъ като се снабдили съ провизии и нови припаси, на 22 авг. сжщитѣ войски тръгнали отъ Костуръ направо за къмъ нашето село. Ние бѣхме въ планината и гледахме какъ тичаха отдолѣ въ бъзредие многочислени войски и башибозуци. Гръмогласното „аллахъ“ се заглушаваше отъ непрѣкъснати залпове. Най сетнѣ цѣлата тази ордия заобиколи селото. Грозната огнена стихия се показа на нѣколко мѣста. Населението се прибра въ скривалището Присой. Войскитѣ не останаха дълго врѣме въ селото ни. Голѣмо едно отдѣление се спусна на изт. по планината къмъ с. Блаца и с. Черѣшница... Сѫщиятъ день... войскитѣ, минавайки прѣзъ Вишенскитѣ планини, обиколиха мѣстото Присой, дѣто се бѣше събрало населението. Тукъ прѣдъ очитѣ на жени и дѣца бидоха заклани трима първенци, а женитѣ и дѣцата бѣха оставили буквално голи. Добриятъ ни свещеникъ Трифунъ и единъ другъ първенецъ старецъ войскитѣ откараха съ себе си. Кога ги довели до с. Габрешъ, хора на гръцкия владика Каравангели имъ прѣдложили да подпишатъ, че ставатъ гърци. Тѣ отказали да направятъ това и мѫченически загинали. До 25 септ. населението не се завърна въ селото. Лрѣзъ това врѣме селото ни често се нападаше отъ башибозукъ, който грабѣше, каквото намѣрѣше. На 25. всички се прибрахме въ запустѣлото село. Въ него бѣха останали само 14 здрави кѫщи. Както виждате, г-не, отъ хубавото наше село, което броеше 186 къщи, останаха само жалки останки. Ние сега живѣемъ въ колиби, които набърза рѫка стъкмихме. Мъчно ще можемъ да изкараме зимата, ако не ни се притече нѣкой на помощь. Правителството отпусна за единъ мѣсецъ и половина по 15 гр. мѣсечно за женитѣ и дѣцата. А за направа на кэщитѣ ни прѣдлага ни се да вземемъ отъ 154—300 гроша на кѫща.
През ноември 1903 година българският владика Григорий Пелагонийски, придружаван от Наум Темчев, Търпо Поповски и председателя на Костурската българска община Григорий Бейдов, пристигат във Вишени, посрещнати от цялото население, и раздават помощи на пострадалото при потушаването на Илинденското въстание население от Вишени, Българска Блаца и Кондороби.
По данни на секретаря на Екзархията Димитър Мишев („La Macédoine et sa Population Chrétienne“) в 1905 година във Вишени има 1280 българи екзархисти и функционират две български училища. Гръцка статистика от 1905 година също представя селото като чисто българско с 950 жители. Според Георги Константинов Бистрицки Вишени преди Балканската война има 170 български къщи.
На 26 май 1908 година андартският капитан Георгиос Диконимос – Макрис заедно с Панайотис Лазопулос напада Вишени и убива 9 жени, 4 мъже, а други 3 жени са с тежки наранявания.
Селото не се отказва от Екзархията до влизането си в Гърция след Междусъюзническата война. При избухването на Балканската война в 1912 година шест души от Вишени са доброволци в Македоно-одринското опълчение.
На етническата карта на Костурското братство в София от 1940 година, към 1912 година Вишени е обозначено като българско селище.

### В Гърция
По време на войната в селото влизат гръцки войски и след Междусъюзническата война то остава в Гърция. Българските жители на селото са насилвани да се обявяват за гърци и да не говорят повече български.
Боривое Милоевич пише в 1921 година („Южна Македония“), че Вишени има 200 къщи славяни християни.
През 1927 година селото е прекръстено на Висиния, в превод Вишнево. В 1928 година в селото има заселени 2 души гърци бежанци. Между 1914 и 1919 година 14 души от Вишени подават официално документи за емиграция в България, а след 1919 година – 29. В селото има 29 политически убийства. Емиграцията между двете световни войни в посока България е значително по-голяма от официалните данни. Населението спада заради засилената емиграция към България и отвъд океана. В 1932 година се регистрирани 140 българофонски семейства, всички с изявено „славянско съзнание“.
През Втората световна война Вишени пострадва от италианските окупатори. В 1945 година в селото има 650 българофони, всички с „негръцко национално съзнание“. По време на Гръцката гражданска война селото също понася загуби – 159 деца от селото са изведени от комунистическите части извън страната като деца бежанци.
След войната започва масова емиграция отвъд океана в Австралия, САЩ и Канада, на което се дължи и драстичният спад на населението, регистриран от преброяванията.
Жителите се занимават със земеделие и частично със скотовъдство.
| Име            | Име            | Ново име                   | Ново име                    | Описание                                          |
| -------------- | -------------- | -------------------------- | --------------------------- | ------------------------------------------------- |
| Клоцес         | Κλότσες        | Анемодарто                 | Ἀνεμόδαρτο                  | връх във Вич, ЮЗ от Вишени                        |
| Пресека        | Πρασέκα        | Анилио                     | Ἀνήλιο                      | местност във Вич, З от Вишени                     |
| Мацини         | Μάτσινη        | Плака                      | Πλάκα                       | местност във Вич, ЮЗ от Вишени по Вишенската река |
| Горница        | Γκορνίτσα      | Дасоплая                   | Δασοπλαγιά                  | връх във Вич (1110 m), Ю от Вишени                |
| Главите        | Γκλάβιτε       | Поликорфо                  | Πολύκορφο                   | връх във Вич, ЮИ от Вишени                        |
| Бельов рид     | Μπίλιο Φρίτ    | Корифи Спилиаку            | Κορυφὴ Σπηλιάκου            | връх във Вич (1176 m), З от Вишени                |
| Маниторец      | Μανιτόρετς     | Корифи Иполохагу Спиридаки | Κορυφὴ Υπολοχαγοῦ Σπυριδάκη | връх във Вич (1498 m), СИ от Вишени               |
| Лапсини        | Λάψινη         | Милиес                     | Μηλιές                      | местност във Вич, СИ от Вишени                    |
| Козаки         | Κοζάκι         | Сгуро                      | Σγουρό                      | местност във Вич, СИ от Вишени, Ю от Бабчор       |
| Лазовите       | Λαζόβιτε       | Дросоплагия                | Δροσοπλαγιά                 | местност във Вич, СИ от Вишени                    |
| Камено         | Καμένο         | Корифи Геродиму            | Κορυφὴ Γεροδήμου            | връх във Вич (1662 m), СИ от Вишени               |
| Манковиц       | Μάνκοβιτς      | Корифи Сикавицас           | Κορυφή Σικαβίτσας           | връх във Вич (1867 m), СИ от Вишени               |
| Шипково        | Σίπκοβο        | Родорема                   | Ροδόρεμα                    | река                                              |
| Ържентска река | Αργέντσικα     | Анторема                   | Ἀνθόρεμα                    | река                                              |
| Баскар         | Μπασκὰρ        | Екзохи                     | Ἐξοχή                       | местност във Вич СИ от Вишени, И от Бабчор        |
| Клета          | Κλέτα          | Агнанда                    | ῎Αγναντα                    | връх във Вич (1781 m) СИ от Вишени, И от Бабчор   |
| Ържентски рид  | Ἀρζέντσκη Ρίντ | Калорахи                   | Καλοράχη                    | връх във Вич СИ от Вишени, И от Бабчор            |
| Дуница         | Ντούνιτσα      | Кидониес                   | Κυδωνιές                    | местност във Вич ЮЗ от Бабчор, СИ от Жервени      |
| Рамне ливади   | Ράμνε Λιβάδια  | Ливадия                    | Λιβάδια                     | местност във Вич ЮЗ от Бабчор, СИ от Жервени      |
| Главата        | Γκλάβατα       | Наркопедион                | Ναρκοπέδιον                 | връх във Вич, З от Бабчор                         |
| Бреза          | Μπρέζα         | Корифи Сулио               | Κορυφὴ Σούλιο               | връх във Вич, С от Бабчор                         |
| Кресто         | Κρέστο         | Ставрос                    | Σταυρός                     | връх във Вич (1525 m), С от Бабчор                |
| Бигла          | Μπίγλα         | Дасоплая                   | Δασοπλαγιά                  | връх във Вич, СИ от Бабчор                        |
| Три била       | Τρίμπιλα       | Трифило                    | Τρίφυλλο                    |                                                   |

| Година    | 1913 | 1920 | 1928 | 1940 | 1951 | 1961 | 1971 | 1981 | 1991 | 2001 | 2011 | 2021 |
| --------- | ---- | ---- | ---- | ---- | ---- | ---- | ---- | ---- | ---- | ---- | ---- | ---- |
| Население | 960  | 700  | 642  | 684  | 472  | 267  | 260  | 220  | 157  | 135  | 127  | 97   |

## Личности
Родени във Вишени
- Анастас Дамянов (1888 – ?), македоно-одрински опълченец, Шеста охридска дружина,[34] Сборна партизанска рота на МОО, попаднал в гръцки плен[35]
- Анастас Стумбов (1881 – 1956), български революционер
- Аргир Лебамов (1892 – 1970), баща на дейците на МПО Иван и Георги Лебамови
- Афродита Ацева (1903 – 1982), деятелка на МПО
- Васил Ишков (1882 – 1961), български емигрантски деец в САЩ, втори президент на МПО
- Васил Попов (1883 – ?), завършил право в Женевския университет в 1908 година[36]
- Васил Стумбов, български революционер от ВМРО
- Георги Апостоловски (1855 – 1922), български просветен деец[37]
- Георги Калков (1916 – 1948), гръцки партизанин, деец на НОФ[38]
- Георги Христов – Драшка, български революционер, костурски войвода по време на Илинденско-Преображенското въстание[39][40]
- Григор Бакрачев (1878 – 1963), български революционер
- Дамян Кузев, македоно-одрински опълченец, Втора рота на Втора скопска дружина[41]
- Дамян Марков (1858 – 1941), кмет на Вишени, ръководител на вишенския революционния комитет и член на първия околийски комитет на ВМОРО в Костур през 1900 г.[42]
- Дамян Попхристов (1888 – 1964), български дипломат
- Димитър Силянов, македоно-одрински опълченец, Първа рота на Шеста охридска дружина[43]
- Евтим Михайлов, македоно-одрински опълченец, Първа рота на Шеста охридска дружина[44]
- Иван Апостоловски (около 1853 – ?), български просветен деец
- Иван Аргиров Гилев (1867 – след 1943), български революционер
- Иван Костов, български революционер, участник в Четническата акция на Македонския комитет заедно с Йордан Божков[45]
- Йован Христов Ромпипов, гъркомански андартски деец
- Йото Рашайков, български революционер от ВМОРО
- Кузма Бакрачев (? – 1907), български революционер от ВМОРО[46]
- Милош Попдимитров (1895 – 1969), български просветен деец и фолклорист, член на Костурското благотворително братство[47]
- Митре Бакрачев, български революционер от ВМОРО[46]
- Михаил Козмов (1885 – 1974), български революционер, емигрантски деец в САЩ
- Никола Пандров (1895 – 1995), български емигрантски деец в САЩ. Емигрира по икономически причини в 1909 година, когато е 14-годишен.

- Никола Рашайков (1867 – 1902), български революционер
- Панайот Милошев (1927 – 1949), гръцки комунист; доброволец в ДАГ в 1947 година; взема участие в сраженията на Вич, Синяк, Мъген; ранен в защитата на Вич през май 1948 година; заради проявена храброст и военни способности е произведен в чин капитан и е командир на рота от 10-а дивизия на ДАГ; в сраженията за овладяването на Съботско загива на 23 декември 1948 година; на 2 февруари 1949 година с указ е обявен за герой и е награден посмъртно с медал за храброст[48]
- Пандо Бакрачев, български революционер от ВМОРО, четник по време на Илинденското въстание; участва в похода на костурчани до Прилепско, загива в сражението край Лаген, Леринско[46]
- Пандо Иванов (1890 – ?), македоно-одрински опълченец, Първа рота на Шеста охридска дружина[49]
- Спасо Гергевски, селски войвода на ВМОРО, войвода на вишенската чета по време на Илинденско-Преображенското въстание[50]
- Спиро Хаджиев (1873 – 1945), български революционер
- Типо Цулев (? – 1902), български революционер[51]
- Тома Бакрачев (1877 – 1951), български революционер
- Тома Кръстев (1882 – 1939), български революционер, преминал по-късно на сръбска страна
- Трифун, български свещеник, убит при потушаването на Илинденското въстание, защото отказва на искането на владиката Герман Каравангелис да се обяви за грък[52]
- Тома Христов Римпапов, гъркомански андартски капитан
- Търпен Марков (1879 – 1903), български революционер
- Христо Талев, македоно-одрински опълченец, Първа рота на Шеста охридска дружина[53]

Починали във Вишени
- Ване Христов (? – 1904), български революционер
- Никола Рашайков (1867 – 1902), български революционер
- Лазар Москов (1877 – 1902), български революционер
- Петър Малков (? – 1908), български революционер